# Yōkai Gakkō no Sensei Hajimemashita!
Yōkai Gakkō no Sensei Hajimemashita! (jap. 妖怪学校の先生はじめました！) ist eine Mangaserie von Mangaka Mai Tanaka, die seit 2014 in Japan erscheint. Die Horror-Komödie erzählt von einem ängstlichen menschlichen Lehrer mit übernatürlichen Kräften, der an einer Schule für japanische Spukwesen arbeitet. Die Verfilmung als Anime-Fernsehserie erschien international als A Terrified Teacher at Ghoul School!

## Inhalt
Der schüchterne und ängstliche junge Lehrer Haruaki Abe hat sich an seiner bisherigen Schule nicht halten können, da er seine Schüler nicht im Griff hat. Da wird ihm ein Angebot von einer Oberschule auf einer abgelegenen Insel gemacht, das er sogleich annimmt. Diese stellt sich vor Ort jedoch als Schule für Yōkai heraus, was Abe gleich in noch größere Angst versetzt. Üblicherweise sind hier als Schüler wie Lehrer nur Götter, Geister und Spukgestalten. Doch Abe wird die Aufgabe hier zugetraut, da er aus einer alten Familie von Priestern und Geisteraustreibern stammt, die auf Abe no Seimei zurückgeht. Ohne dass sie dieses wissen, wird er von den Schülern wegen der Ähnlichkeit der Namen oft Seimei genannt. Und obwohl seine Schüler wie auch der Schulalltag immer wieder gruselig sind, kann sich Abe besser als erwartet einleben. Außer den anderen Lehrern kommt nur der Schüler Mikoto Sano, ein Unglücksgott, hinter Abes Geheimnis. Denn in Notsituationen und kaum aus eigener Kontrolle kann Abe mächtige Exorzismus-Kräfte freisetzen. Diese helfen ihm und anderen an der Schule immer wieder aus Notsituationen, zu denen es im chaotischen Geister-Schulalltag immer wieder kommt.

## Veröffentlichung
Die Serie erscheint seit November 2014 in einzelnen Kapiteln im Magazin GFantasy bei Square Enix. Der Verlag bringt den Manga auch gesammelt in bisher 18 Bänden heraus (Stand: Januar 2025). Eine englische Fassung wird von Yen Press herausgegeben.
Seit März 2018 wird im Online-Magazin pixiv Comic der Ableger Yōkai Gakkō no Seito Hajimemashita! veröffentlicht, ebenfalls geschrieben und gezeichnet von Mai Tanaka. Die Serie wurde auch in bisher zwei Sammelbänden herausgegeben und erscheint auf Englisch auf der Plattform Manga UP!.

## Animeserie
Beim Studio Satelight entstand unter der Regie von Katsumi Ono eine Adaption des Mangas als Animeserie für das japanische Fernsehen. Das Drehbuch schrieb Deko Akao, die Charakterdesigns entwarf Natsuki und für die künstlerische Leitung war Yuri Matsuda zuständig. Die Tonregie führte Takahiro Fujimoto, die Computeranimationen leitete Hiroyuki Gotō und für die Kameraführung war Yūjirō Yamane verantwortlich.
Der Anime wurde erstmals im Dezember 2023 angekündigt. Die Serie startete am 8. Oktober 2024 bei den Sendern Tokyo MX, ABC und BS Asahi in Japan. Zugleich begann die internationale Veröffentlichung per Streaming über die Plattform Crunchyroll mit Untertiteln unter anderem auf Deutsch, Englisch, Spanisch und Französisch.

### Synchronisation
| Rolle             | japanischer Stimme (Seiyū) |
| ----------------- | -------------------------- |
| Haruaki Abe       | Ryōta Ōsaka                |
| Beniko Zashiki    | Akari Kitō                 |
| Rensuke Nyūdō     | Akira Takano               |
| Mamekichi Maizuka | Reo Tanie                  |
| Mikoto Sano       | Ryōta Suzuki               |
| Kōtarō Hijita     | Taito Ban                  |
| Yanagida          | Tomokazu Sugita            |
| Izuna Hatanaka    | Ryōta Iwasaki              |
| Rintarō Miki      | Shun Horie                 |
| Schulleiter       | Jun Fukuyama               |
| Marshmallow       | Chitose Morinaga           |
| Amaaki Abe        | Gakuto Kajiwara            |

### Musik
Die Musik der Serie wurde komponiert von Takahiro Inafuku. Die Vorspannlieder sind Ebi Zori Turn! (えびぞりターン！) von Four Eight 48 und Bakesōu na Kokoro (化けそうなココロ) von Sou. Die Abspanne sind unterlegt mit Bokurashisa (僕らしさ) von Yuika und Yōkai Rendezvous (妖怪ランデブー) von Real Akiba Boyz.